# Noble (Oklahoma)
Noble è un comune degli Stati Uniti d'America, situato in Oklahoma, nella contea di Cleveland.